# Moenkhausia sanctaefilomenae
Espèce
Moenkhausia sanctaefilomena, appelé communément Yeux-rouges ou Tétra aux yeux rouges, est un petit poisson d'eau douce tropicale, de la famille des Characidés. Originaire d'Amérique du Sud, il aime vivre en groupe, formant des bancs d'une cinquantaine d'individus dans son habitat naturel. Il peut être maintenu en aquarium tropical.

## Au Zoo
L'Aquarium du palais de la Porte Dorée détient un joli groupe de Moenkhausia sanctaefilomenae.(12/2014) ; ils sont maintenus dans une grande cuve d'au moins 1000 litres en compagnie de dipneustes. Ils sont aisément observables lors d'une promenade dans l'Aquarium.

## Galerie des images

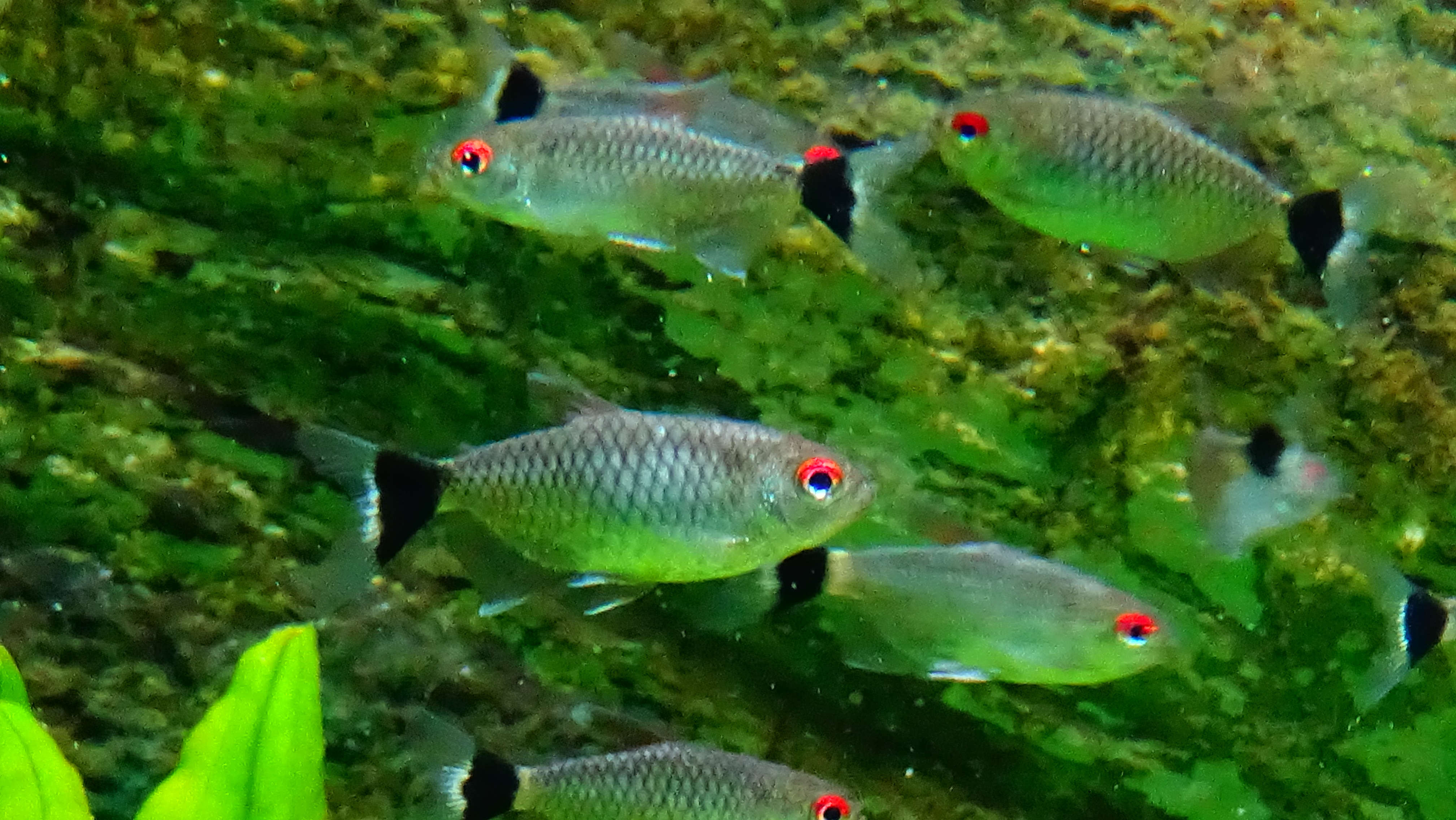
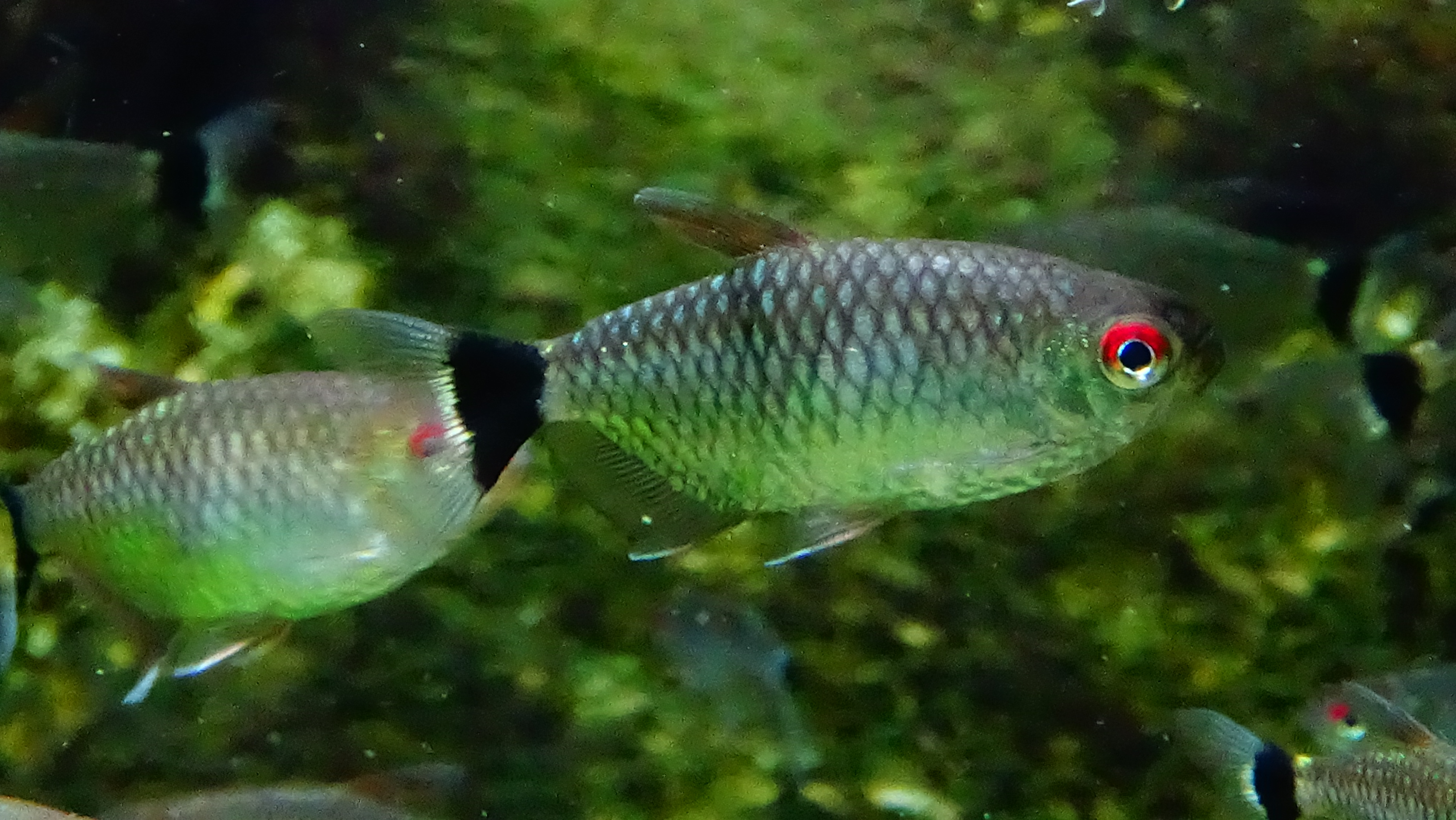
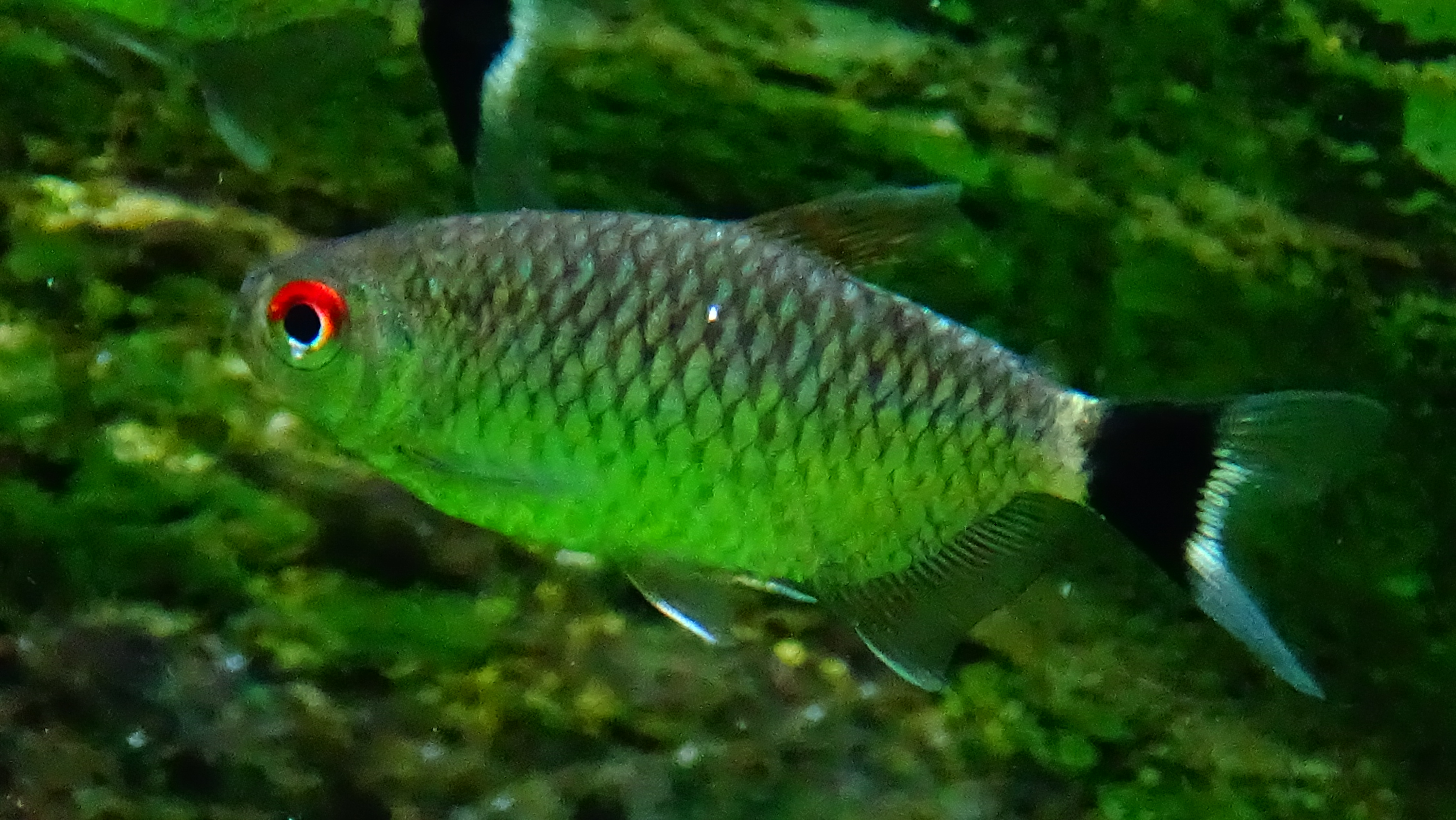
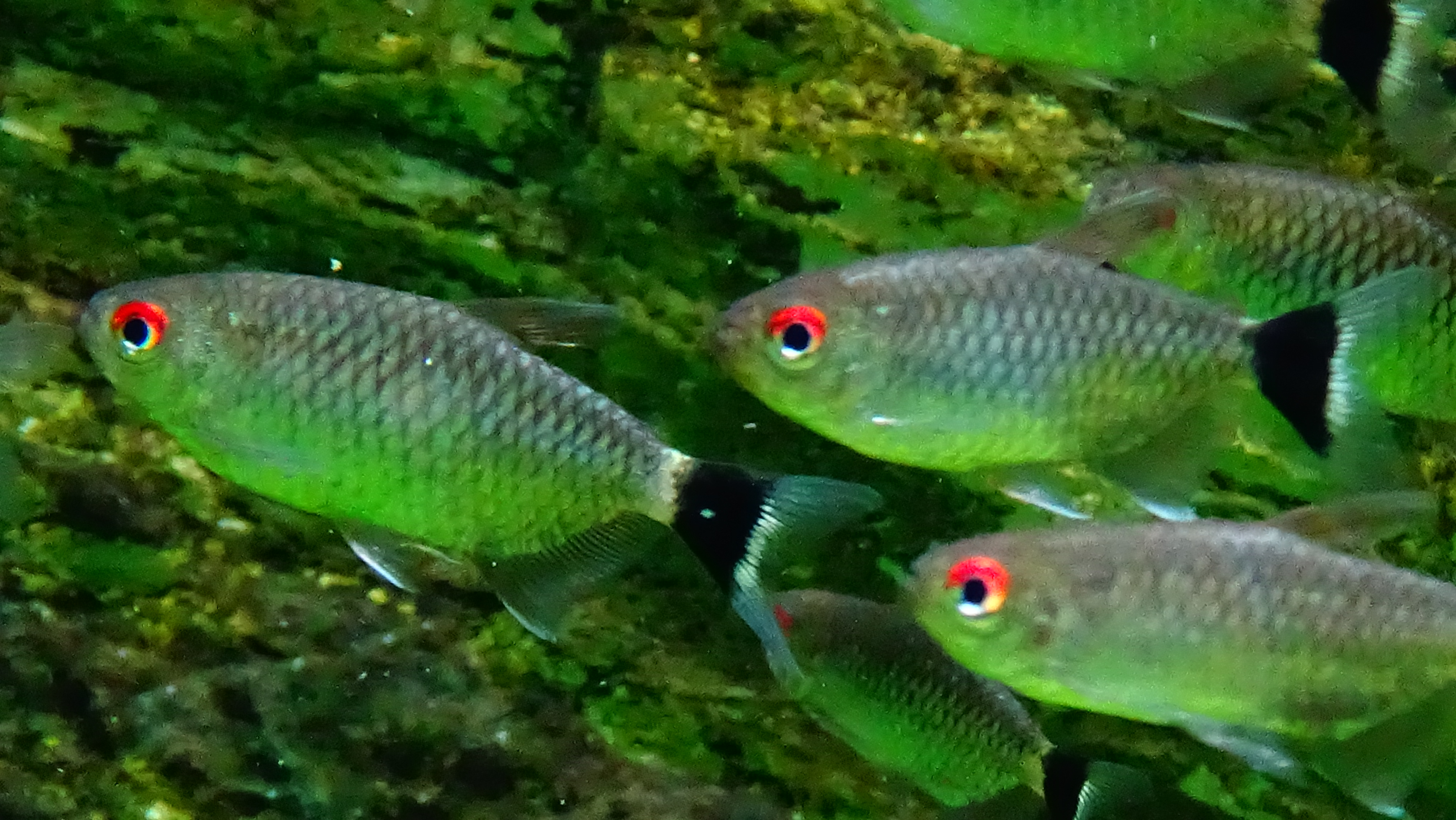
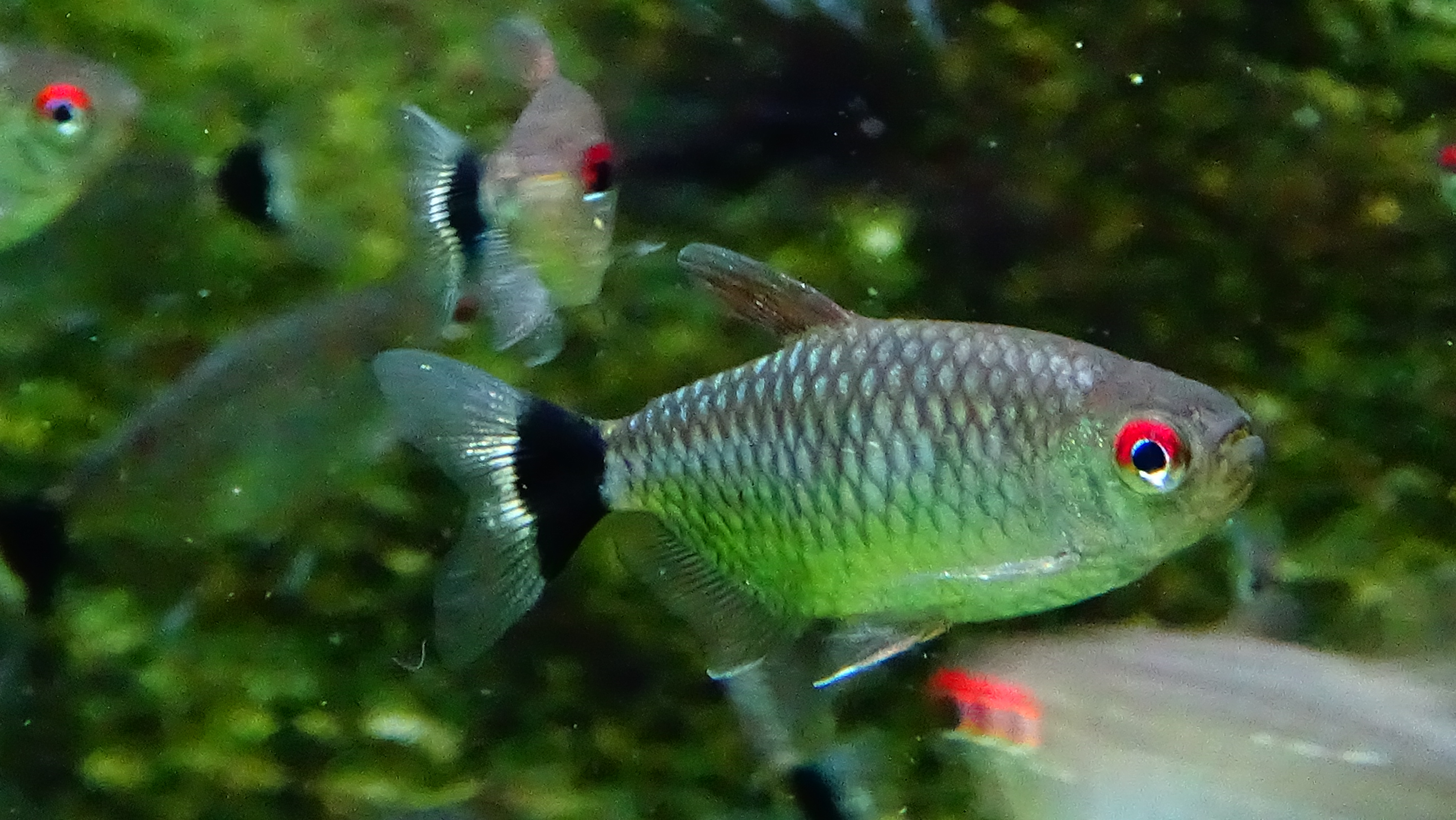